# Łysak włóknistopierścieniowy

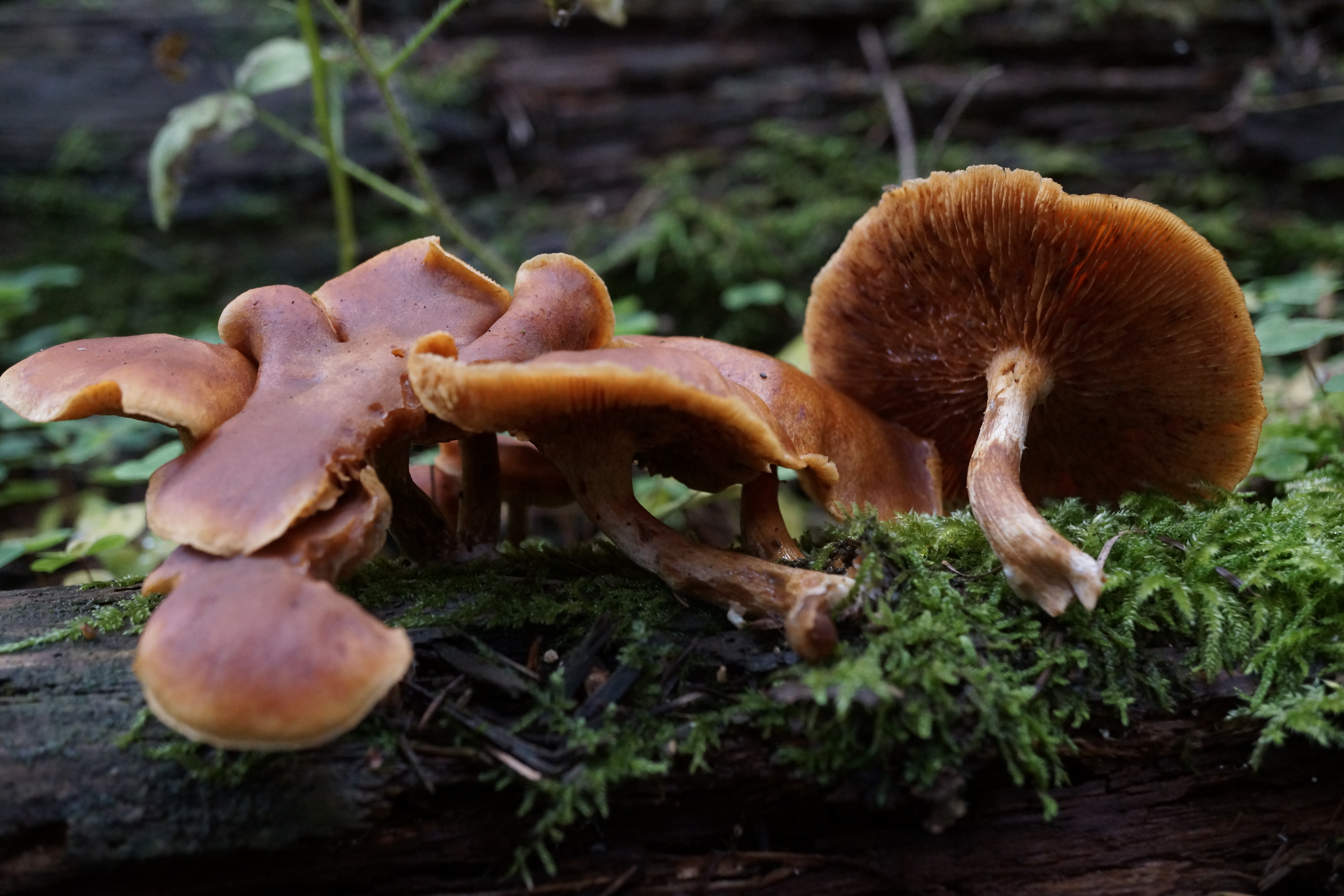

Łysak włóknistopierścieniowy (Gymnopilus hybridus (Gillet) Maire) – gatunek grzybów należący do rodziny podziemniczkowatych (Hymenogastraceae).

## Systematyka i nazewnictwo
Pozycja w klasyfikacji według Index Fungorum: Gymnopilus, Hymenogastraceae, Agaricales, Agaricomycetidae, Agaricomycetes, Agaricomycotina, Basidiomycota, Fungi.
Po raz pierwszy opisał go w 1876 r. Claude-Casimir Gillet, nadając mu nazwę Flammula hybrida. Obecną nazwę nadał mu René Charles Maire w 1933 r. Synonimy:
- Agaricus hybridus Bull. 1789
- Dryophila sapinea var. hybrida (Bull.) Quél. 1886
- Flammula hybrida Gillet 1876 [1878]
- Fulvidula hybrida (Gillet) Singer 193)
- Gymnopilus penetrans var. hybridus (Gillet) P. Roux & Guy García 2006[2].

Franciszek Błoński w 1896 r. nadał mu polską nazwę mięsicha mięszana, Władysław Wojewoda w 1979 r. ogniówka mieszana, ten sam autor w 2003 r. zmienił ją na łysak włóknistopierścieniowy.

## Morfologia
Kapelusz
Średnica do 4 cm, początkowo wypukły, potem spłaszczony z podwiniętym brzegiem, niehigrofaniczny, w stanie wilgotnym nie prążkowany. Powierzchnia nieco włóknista, żółtawa, pomarańczowa lub nawet brązowawa, ciemniejsza w środku.
Blaszki
Wąskie, gęste, z blaszeczkami, żółtawobrązowe.
Trzon
Wysokość do 8 cm, cylindryczny, zakrzywiony, z podłużnymi włókienkami, żółtawy lub białawy z pozostałościami pierścienia.
Miąższ
Cienki, białawy lub żółtawy, o gorzkim smaku.
Gatunki podobne
Najbardziej podobny jest łysak plamistoblaszkowy (Gymnopilus penetrans). Jest mniejszy i ma nieco mniej żółte, przylegające blaszki z rdzawymi plamami. W. Wojewoda traktował go jako gatunek wątpliwy, przez niektórych łysak włóknistopierścieniowy uważany jest za synonim łysaka plamistoblaszkowego, według Index Fungorum jednak i licznych polskich mykologów są to odrębne gatunki.

## Występowanie i siedlisko
Łysak włóknistopierścieniowy występuje w Europie, Ameryce Północnej i Australii. W Polsce W. Wojewoda w 2003 r. przytoczył wiele stanowisk z uwagą, że częstość występowania i stopień zagrożenia nie są znane. W późniejszych latach w piśmiennictwie naukowym podano jeszcze wiele nowych stanowisk tego gatunku w Polsce.
Grzyb naziemny, saprotrof. Występuje w różnego typu lasach, zwłaszcza iglastych, na próchniejącym martwym drewnie, często zagrzebanym w ziemi.
Grzyb niejadalny, w smaku gorzki, prawdopodobnie lekko trujący, o działaniu przeczyszczającym.